# Хитровка
Хи́тровка (рос. Хитровка, ерз. Хитровка) — присілок у складі Старошайговського району Мордовії, Росія. Входить до складу Богдановського сільського поселення.
Населення — 78 осіб (2010; 75 у 2002).
Національний склад (станом на 2002 рік):
- росіяни — 83 %